# Circonscription de Meta Robi
La circonscription de Meta Robi est une des 177 circonscriptions législatives de l'État fédéré Oromia, elle se situe dans la Zone Ouest Shoa. Son représentant actuel est Adugna Hirpa Araya.